# Иисус Христос родился евреем
«Иисус Христос родился евреем» (нем. Dass Jesus Christus ein geborner Jude sei) — ранний антииудейский памфлет Мартина Лютера (1523), который не содержал элементов антисемитизма, в отличие от его более поздних антииудейских памфлетов: О евреях и их лжи, Против саббатианцев, Шем Хамфорас и происхождение Христа.
В начале Лютер опровергает обвинения католиков и призывает более терпимо относиться к евреям, поскольку они были избранным народом (Рим. 9:4; Пс. 147:9), и из их среды родился Иисус Христос. Причём Спаситель родился чудесно «от семени жены», но не мужа (Быт. 3:15). Человечество с грехопадения Адама подчинилось власти дьявола, и только Мессия мог спасти его. Этот Мессия должен был произойти из рода Авраама (Быт. 18:18). Поэтому евреи оказались до поры благословенны. Именно Иисус является истинным Мессией евреев, поскольку пророк Даниил называет конкретную дату его прихода — «семьдесят седмин», то есть 490 лет после восстановления Храма (Дан. 9:24). Однако с рождением Христа они лишаются богоизбранности (Быт. 49:10). Таким образом, в этом и последующих своих трактатах Лютер отдаёт предпочтение теологии замещения.